# Línea 50 (EMT Madrid)
La línea 50 de la EMT de Madrid une la Plaza Mayor (por la Plaza de Santa Cruz) con la avenida del Manzanares.

## Características

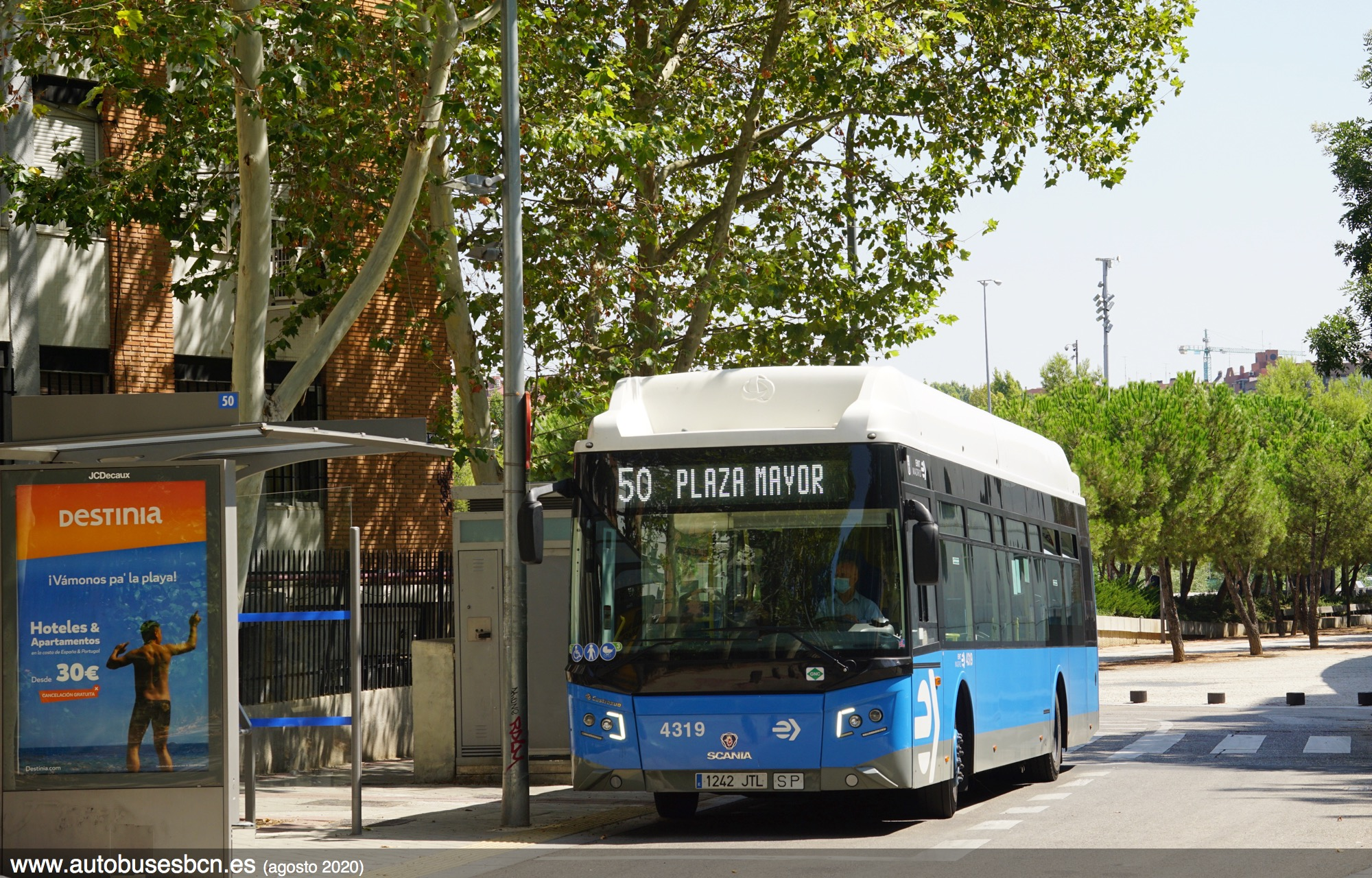
Autobús en la Avenida del Manzanares, agosto de 2020

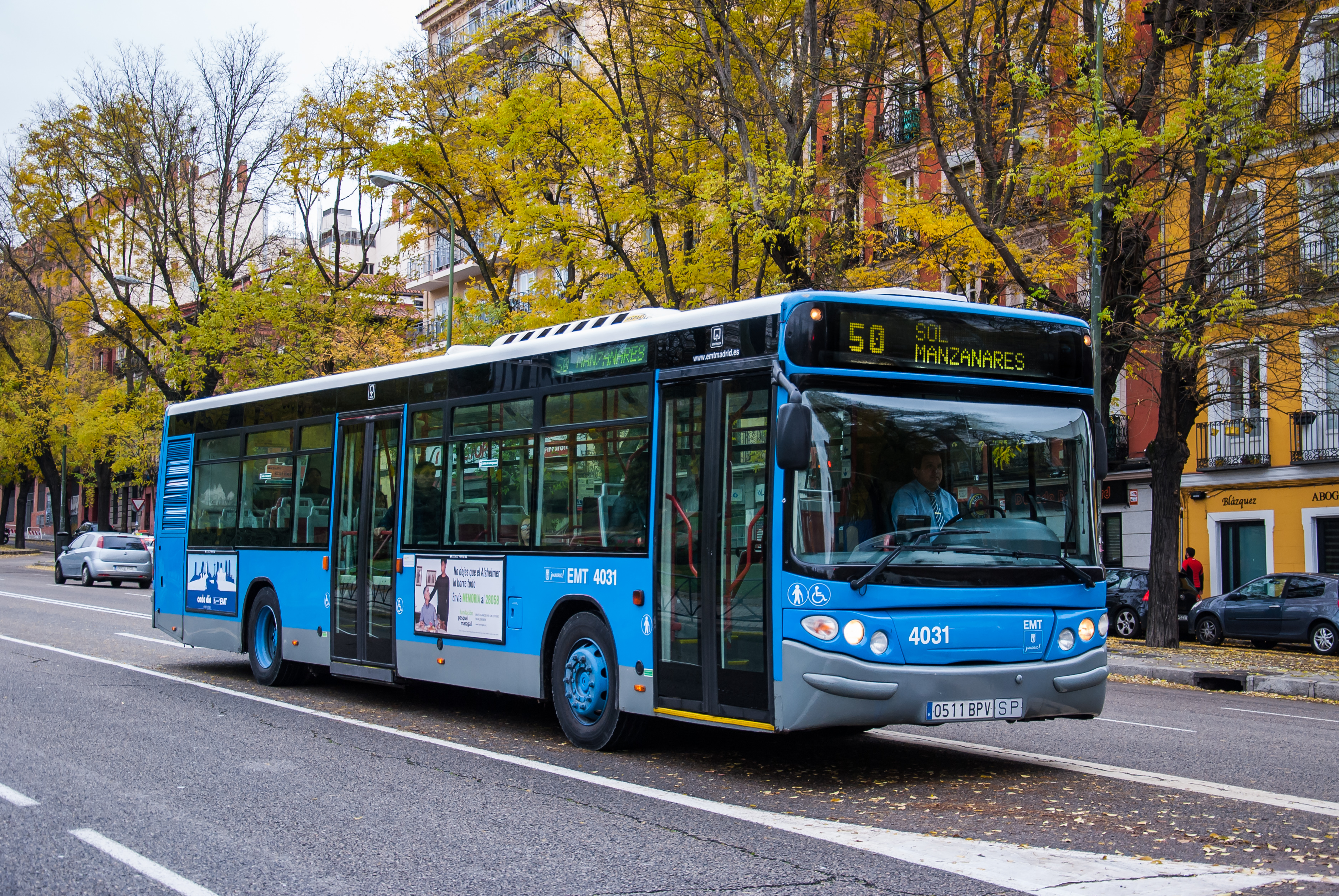
Autobús prestando servicio en la línea poco antes de ser desguazado

Es una línea radial que conecta el centro con el barrio de Imperial del distrito de Arganzuela, además de la parte del barrio de San Isidro situada en torno a la avenida del Manzanares, en el distrito de Carabanchel. Antiguamente tenía la denominación Sol-Marqués de Vadillo, pero con las mismas cabeceras, y hasta diciembre de 2018, que debido a la peatonalización de la Calle Carretas, pasa a finalizar su recorrido en la Plaza de la Santa Cruz, siendo su denominación actual "Plaza Mayor-Avenida del Manzanares".

### Frecuencias
| Lunes a viernes laborables |               |
| De 6:00 a 21:00            | 9-13 minutos  |
| De 21:00 a 23:00           | 12-18 minutos |
| Sábados laborables         |               |
| De 6:00 a 10:00            | 13-20 minutos |
| De 10:00 a 20:00           | 11-15 minutos |
| De 20:00 a 23:00           | 13-20 minutos |
| Domingos y festivos        |               |
| De 7:00 a 10:00            | 15-25 minutos |
| De 10:00 a 21:00           | 14-16 minutos |
| De 21:00 a 23:00           | 15-20 minutos |

## Recorrido y paradas

### Sentido Avenida del Manzanares
Partiendo de la Plaza de Santa Cruz, la línea toma la Calle Imperial hasta que gira a la izquierda por la calle Toledo. Una vez llega a la altura del cruce con la calle Tintoreros, gira a la derecha para dirigirse a la Plaza de la Puerta Cerrada.
En la plaza se dirige hacia el oeste por la calle Segovia, por la que baja hasta la intersección con la calle Juan Duque, por la que se desvía. Recorre entonces la calle hasta que desemboca en el paseo de los Melancólicos, por el que llega al puente de San Isidro, franqueando el río Manzanares.
Al otro lado del río circula por el Paseo de la Ermita del Santo en dirección sur hasta desviarse por el Paseo de San Illán, para luego girar a la izquierda en la calle San Dámaso hasta llegar a la Avenida del Manzanares la cual recorre hasta su cabecera.
Ninguna de sus paradas tiene conexión con Metro ni Cercanías en este sentido.
| Código | Parada                         | Común con | Conexiones con Metro | Otros |
| ------ | ------------------------------ | --------- | -------------------- | ----- |
| 5148   | PLAZA MAYOR (C/ Atocha, 1)     |           |                      |       |
| 2247   | Puerta Cerrada                 | 31 65     |                      |       |
| 2249   | Plaza de la Paja               | 31 65     |                      |       |
| 2251   | Cuesta de la Vega              | 31 65     |                      |       |
| 2319   | Juan Duque-Segovia             | 36        |                      |       |
| 2320   | Juan Duque-Moreno Nieto        | 36        |                      |       |
| 2321   | Juan Duque-Pizarra             | 36        |                      |       |
| 2322   | Melancólicos                   | 36 62     |                      |       |
| 2323   | Puente San Isidro-Melancólicos | 36 62     |                      |       |
| 2498   | Puente San Isidro-San Illán    |           |                      |       |
| 3920   | San Dámaso                     |           |                      |       |
| 3921   | Avenida Manzanares-San Pompeyo |           |                      |       |
| 3922   | Avenida Manzanares-San Cándido |           |                      |       |
| 3923   | AVENIDA MANZANARES             |           |                      |       |

### Sentido Plaza Mayor
Partiendo de la intersección del Paseo de San Illán con la Avenida del Manzanares, la línea se dirige  hacia el norte por el Paseo de San Illán.
Desde este punto el recorrido es igual a la ida hasta que entra en el Paseo de los Melancólicos, que abandona enseguida para dar una vuelta en la Calle San Alejandro y tomar el Paseo de la Virgen del Puerto. Por esta vía circula hasta la intersección con la calle Segovia, donde gira a la derecha para incorporarse a esta.
De nuevo el recorrido es igual a la ida pero en sentido contrario hasta pasar la Plaza de la Puerta Cerrada, donde toma la calle Colegiata la cual recorre hasta la Plaza de Tirso de Molina, donde gira a la izquierda por la calle del Doctor Cortezo, la cual recorre en su totalidad hasta desembocar en la calle de Atocha. Una vez llegado aquí, gira a la izquierda para llegar a la cabecera en la Plaza de la Santa Cruz.
| Código | Parada                             | Común con    | Conexiones con Metro | Otros |
| ------ | ---------------------------------- | ------------ | -------------------- | ----- |
| 3923   | AVENIDA MANZANARES                 |              |                      |       |
| 3924   | San Illán-San Cándido              |              |                      |       |
| 3357   | San Illán-Hacienda                 |              |                      |       |
| 4652   | Puente San Isidro-Ermita del Santo |              |                      |       |
| 2542   | Puente San Isidro-Melancólicos     |              |                      |       |
| 5642   | Virgen del Puerto-Mármol           | 36           |                      |       |
| 2316   | Virgen del Puerto-Ruy González     | 36 62        |                      |       |
| 2317   | Virgen del Puerto-Fósforo          | 36 62        |                      |       |
| 2318   | Virgen del Puerto-Segovia          | 36 62        |                      |       |
| 2254   | Puente de Segovia                  | 31 65        |                      |       |
| 2252   | Cuesta de la Vega                  | 31 65        |                      |       |
| 2250   | Plaza de la Paja                   | 31 65        |                      |       |
| 2248   | Puerta Cerrada                     | 31 65        |                      |       |
| 4038   | Tirso de Molina                    | 65 002 M1 M3 | Tirso de Molina      |       |
| 5148   | PLAZA MAYOR (C/ Atocha, 1)         |              |                      |       |